# Luis Reyes Reyes
Luis Ramón Reyes Reyes (Punta de Mata, Estado Monagas, 11 de junio de 1952) es un político y militar venezolano con el rango de General de Brigada (G/B) de la Fuerza Aérea Venezolana, que se ha desempeñado como Gobernador del Estado Lara durante dos períodos consecutivos (2000-2008) luego de ser designado por el presidente Hugo Chávez como como Ministro de la Secretaría de la Presidencia. Ha ocupado varios cargos públicos durante su carrera política. Tras ganar las Elecciones regionales de 2025; es el actual gobernador del estado Lara.

## Biografía
Luis Ramón Reyes Reyes ingresó a la Fuerza Aérea Venezolana en 1970  donde cursó sus estudios en la Escuela de Aviación Militar en la ciudad de Maracay, alcanzando el título de subteniente como primero en su promoción. Apenas se convierte en oficial de la aviación se traslada hacia Estados Unidos por órdenes del alto mando militar para hacer una licenciatura en Ciencias Aeronáuticas. De regreso en Venezuela en 1977 viaja al Estado Barinas, donde se reencuentra con Hugo Chávez — un viejo conocido de la época colegial en el liceo O'Leary de Barinas — con quien empieza a forjar una amistad profunda. A inicios de los ochenta se traslada a Barquisimeto para estudiar administración, al tiempo que se convierte en teniente coronel de la Aviación. A partir de 1982 se une al grupo de oficiales que integraban el Movimiento Bolivariano Revolucionario 200 (MBR200), que comenzaba a conspirar para establecer un cambio en el Ejército venezolano y refundar la República. Reyes estaría encargado de comandar la Fuerza Aérea en el movimiento insurreccional.
En 1992 participó en el Golpe de Estado de noviembre de 1992 en Venezuela contra el presidente Carlos Andrés Pérez. Habiendo fracasado en sus objetivos, fue condenado a 22 años y apresado un año y medio en la ciudad de Caracas siendo indultado por el entonces presidente Rafael Caldera.
En 1997 se suma al Movimiento V República con el fin de llevar a la presidencia de la República a Hugo Chávez, en 1998 Chávez obtiene el triunfo y Reyes Reyes forma parte del primer gabinete, siendo designado Ministro de las áreas de infraestructura, que en aquella época funcionaban de manera separada, Transporte y Comunicaciones por un lado, y Turismo y Desarrollo Urbano, por el otro. Su tarea al frente de ambos ministerios fue básicamente coordinar las actividades para su ulterior fusión en el nuevo Ministerio de Infraestructura.

### Gobernador del Estado Lara (2000-2008)
En 1999, Reyes Reyes renuncia al gabinete para postularse y resultar electo como diputado por el Estado Lara a la Asamblea Nacional Constituyente, la cual tiene como objetivo promulgar una nueva constitución. Para el año 2000 se presenta como candidato a gobernador por la misma entidad, resultando electo y reelecto en 2004. El 10 de diciembre de 2008 después de vencerse su período gubernamental es designado por Chávez como nuevo Ministro del Poder Popular para la Secretaría de la Presidencia.

### Después de 2008
Fue diputado a la Asamblea Nacional electo por el Estado Lara, es al mismo tiempo Presidente de la Fundación para el Desarrollo Centro Occidental (FUDECO), también fue vicepresidente del PSUV para la Región SUR y designado Presidente de la Corporación Jacinto Lara (CorpoLara).
En 2025 el presidente de la República y comandante en Jefe de la Fuerza Armada Nacional Bolivariana (FANB), Nicolás Maduro, ascendió al grado de General de Brigada (G/B) a Luis Reyes Reyes. Este reconocimiento se produce en el marco del centésimo cuarto aniversario de la Aviación Militar Bolivariana (AMB) y los treinta y dos años de la Gesta Heroica del 27 de noviembre de 1992.

### Tercer mandato (2025-2029)
El 31 de marzo del 2025 el PSUV lo designa como candidato a la gobernación del estado por cuarta vez para las elecciones regionales de ese año, en la cual resultó electo 90,5% de los votos. Permitiendo acceder un nuevo mandato y volviendo al cargo luego de dejarlo en 2008.El 5 de junio iba a ser investido sin éxito el día siguiente pero se suspendió y lo postergó el 9 de junio del 2025 y asumió su tercer mandato como gobernador del estado.
El 11 de junio juramentó a su tren ejecutivo.

### Familiares
Su hijo Luis Jonás Reyes Flores ha seguido los pasos de su padre formando parte del equipo político del PSUV, y ha ocupado cargos como diputado, Presidente del Consejo Legislativo, Diputado de la ANC, y alcalde del Municipio Iribarren desde 2017 hasta 2025.
Su otro hijo Tomás Elias Reyes es actualmente secretario de Desarrollo Económico de la gobernación del estado.